# Договор в Кемпно
Договор в Кемпно (пол. umowa kępińska, układ w Kępnie) — заключённый 15 февраля 1282 года в Кемпно договор между герцогом Померании Мстивоем II и великопольским, краковским и познаньским князем Пшемыслом II, по которому сюзеренитет над Гданьским Поморьем переходил к Пшемыслу. После этого Пшемысл получит титул князя Польши и Померании (лат. dux Polonie et Pomeranie)

## История
Мстивой II по договору сохранял контроль над регионом до своей смерти в 1294 году, когда Пшемысл, который уже был де-юре правителем территории, взял власть над ней в свои руки. Согласно некоторым источникам, вполне возможно, что Мстивой сохранял полный контроль над провинцией, а в соглашении просто оговаривалось, что проживший дольше правитель получит владения другого. Договор был, по традиции, подтвержден и одобрен собранием дворян Померании и Великой Польши.
Слияние Гданьской Померании с землями Пшемысла (Познанью, Великой Польшей и Краковом) стало важным шагом в процессе воссоединения Польши из отдельных княжеств, возникших после смерти Болеслава III Кривоустого в 1138 году. Через год после получения полного контроля над Померанией Пшемысл был коронован как король Польши в Кракове. Однако в 1296 г. Пшемыслав был убит, за его земли началась война между Вацлавом II и Владиславом I Локетеком
Непосредственным эффектом договора было то, что Мстивой и Пшемысл начали проводить единую внешнюю политику, особенно в отношении Бранденбурга и Западной Померании. Кроме того, Пшемысл назначил нескольких своих доверенных лиц из Великой Польши на должности в Гданьске и его окрестностях.
За договором последовало несколько последующих расширений и соглашений. В их число входили встречи в Накло (1284 г.), Слупске (1287 г.), Жепке (1288 г.) и ещё раз в Накло (1291 г.). Встреча в Слупске в ноябре 1284 года была особенно важной, поскольку на ней также присутствовал герцог Померания-Штеттин Богуслав IV. Три правителя заключили оборонительный союз, а Богуслав должен унаследовать Померанию в случае, если Пшемысл и Мстивой умрут, не оставив наследников. Этот союз был подтвержден на встрече в 1291 году в Накло. Несмотря на то, что Богуслав пережил и Мстивоя и Пшемысла, последующие политические события воспрепятствовали реализацию договора в Накло.
В рамках договора Пшемысл также предоставил Кепно городские права, основанные на правах Калиша.